# NIN×NIN 닌자 핫토리군 THE MOVIE
NIN×NIN 닌자 핫토리군 THE MOVIE(일본어: ＮＩＮ×ＮＩＮ 忍者ハットリくん ＴＨＥ ＭＯＶＩＥ ニン×ニン にんじゃハットリくん ザ ムービー[*])는 2004년에 개봉한 일본의 영화이다.
2004년 8월 28일에 일본 전국으로 개봉되었고 후지 텔레비전이 제작했다.

## 개요
후지코 후지오 Ⓐ의 만화 작품인 꾸러기 닌자 토리를 첨단 VFX를 구사하고 실사 영화화했다. 주연은 SMAP의 카토리 신고이다.

## 출연

### 주연
- 카토리 싱고
- 다나카 레나

### 조연
- 고리
- 치넨 유리
- 이토 시로
- 토다 케이코
- 아사노 카즈유키
- 마스 타케시
- 우카지 타카시
- 아즈마 미키히사

## 『NIN×NIN 닌자 핫토리군』제작위원회
- 덴쓰
- 후지 텔레비전
- 제네온 엔터테인먼트
- 도호
- 쇼가쿠칸
- 일본출판판매

## 주제가
- 핫토리 군 "HATTORI³ (참상)"

## 같이 보기
- 2004년의 영화
- 꾸러기 닌자 토리